# Vargha Balázs
Vargha Balázs (Kunszentmiklós, 1921. március 14. – Budapest, 1996. március 24.) magyar író, irodalomtörténész, forgatókönyvíró, könyvtáros, pedagógus. Varga Domokos és Varga Tamás testvére.

## Életpályája
Szülei: Vargha Tamás és Magay Mária voltak. 1942-ben a Debreceni Egyetem teológiai karát, 1946-ban bölcsészeti karát végezte el. Tanított. 1947–1948 között Szegeden a szabadművelődési felügyelőségen dolgozott. 1949-ben az Országos Neveléstudományi Intézet munkatársa volt. 1950-től a Művelődésügyi Minisztérium főelőadójaként dolgozott. 1952-ben a Központi Pedagógus Továbbképző Intézet tanára volt. 1953-tól a Magyar Irodalomtörténeti Társaság szervezőtitkára lett. 
1958-tól a Petőfi Irodalmi Múzeum kutatója, 1977-től az Országos Széchényi Könyvtár főmunkatársa, illetve a Budapest című folyóirat szerkesztője volt. Nyugdíjazása után a Kortárs folyóirat rovatvezetője volt. 1988-1992 között az Élet és Irodalom munkatársa volt.
Írt bábjátékokat, filmforgatókönyveket, valamint nyelvi játékokkal is foglalkozott.

## Művei
- Krónika. Vargha Balázs ezidei krónikás deák karácsonyi elekciós verse; Nagy Nyomda, Debrecen, 1941
- Új magyar szobrászat (tanulmány, 1948)
- Játékoskönyv (1953)
- Csokonai Vitéz Mihály (1954)
- Társasjátékok könyve; Ifjúsági, Bp., 1955
- Berzsenyi Dániel (kismonográfia, 1959)
- Csokonai Emlékek (szöveggyűjtemény, 1960)
- Vargha Balázs–Nemeskürty István: Művészetre nevelés a családban; szerk. Vig Vilmosné; MNOT, Bp., 1961
- Társasjátékok könyve; 2., bőv. kiad.; Móra, Bp., 1962
- A szabadpolcos közművelődési könyvtár (tanulmány, Sallai Istvánnal, 1963)
- Gyermekirodalom (tanulmány, 1964)
- Játékkoktél (nyelvi játékok, 1967)
- Vitás didaktikai kérdések; Könyvtártudományi és Módszertani Központ, Bp., 1970
- Játsszunk a szóval! (nyelvi játékok, 1972)
- A gyermekkönyvtárak állományának elemzése; OSZK Könyvtártudományi és Módszertani Központ, Bp., 1972
- „Állok Dunánk szélén a pesti parton…”. Irodalmi városképek (1973)
- Csokonai Vitéz Mihály alkotása és vallomásai tükrében (1974)
- Csokonai verseinek első kiadásai (tanulmány, 1974)
- A kétszáz éves Berzsenyi. 1776–1976; TIT, Bp., 1976 (Irodalmi előadások)
- Tájékoztató az olvasótáborokról a könyvtárak számára; OSZK KMK, Bp., 1976
- Nyelv, zene, matematika (Dimény Judittal és Loparits Évával, 1977)
- Tájékoztató az olvasótáborokról a könyvtárak számára; OSZK KMK, Bp., 1977
- Szeretnél játszani? Játékok tíz éven aluliaknak; Múzsák, Bp., 1984
- Jelek-jelképek-jellemek (tanulmány, 1984)
- „Állok Dunánk szélén, a pesti parton…”; 2. bőv. kiad.; Tankönyvkiadó, Bp., 1984
- Jelek, jelképek, jellemek. Irodalmi és nyelvészeti tanulmányok; Magvető, Bp., 1984 (Elvek és utak)
- A tücsök és a hangyák (verses képeskönyv, 1985)
- Magyar várak. Gink Károly felvételei; szöveg Vargha Balázs; Officina Nova, Bp., 1993
- Arany János játékai (1994)
- Krónika, 1941; Debreceni Református Hittudományi Egyetem, Debrecen, 2001

## Filmjei
- Ki játszik ilyet
- Isten őszi csillaga (1963)
- Fabula (25 rész) (1968–1978)
- Gyula vitéz télen-nyáron (1970)
- Szilveszter 1970 (1970)
- Házasodj, Ausztria! (1970)
- Csalódások (1973)
- A filozófus (1981)
- Közös kutya (1983)
- Délibábok országa (1984)
- Vargha Balázs újabb fabulái (6 rész) (1988)
- Vargha Balázs tizenhárom fabulája (összeállítás a Fabula 1968–1978 közötti adásaiból) (1992)

## Díjai
- Kiváló Munkáért (1949)
- Szocialista Kultúráért (1954)

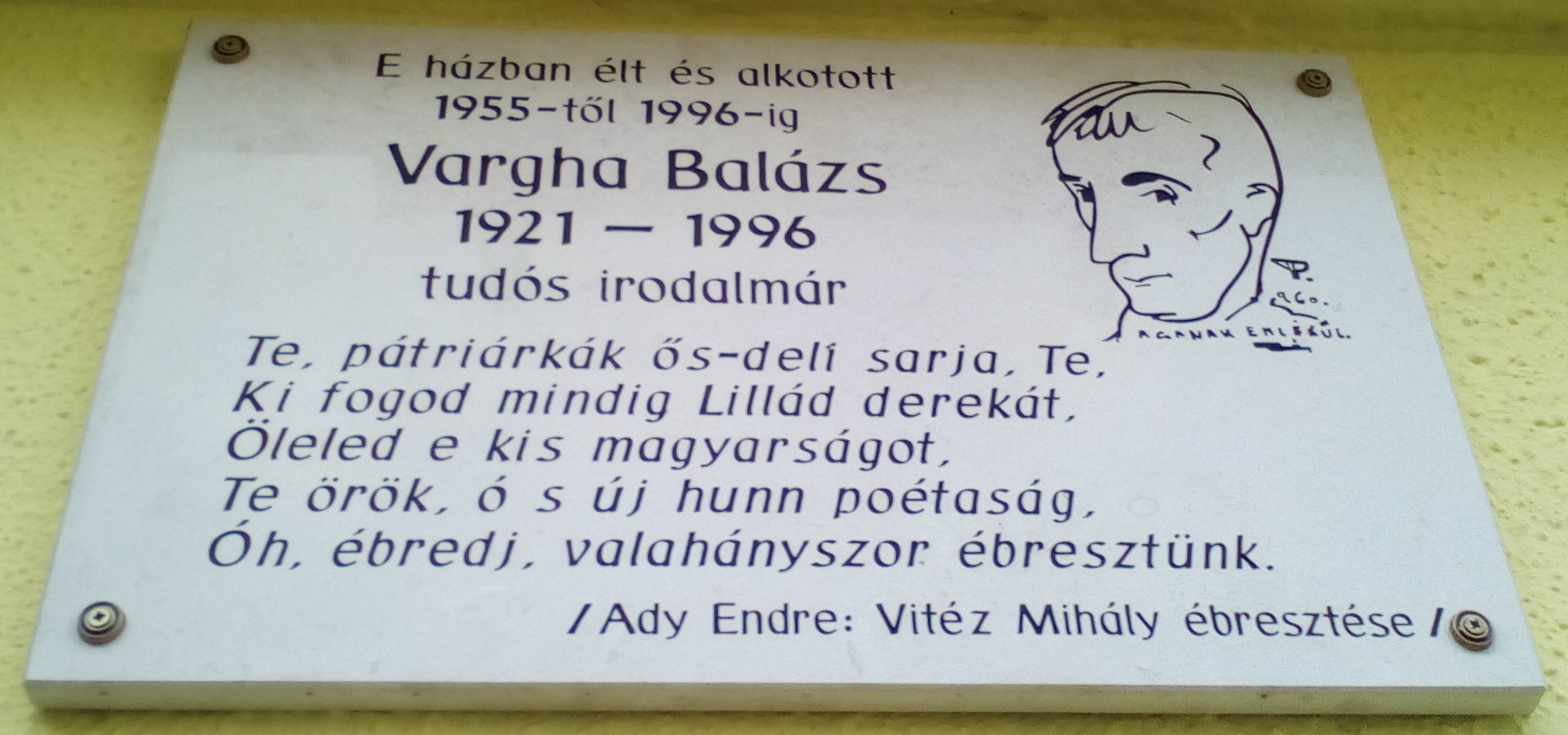
Emléktáblája Budapest XI. kerületében

- A Munka Érdemrend arany fokozata (1984)
- A Magyar Köztársaság aranykoszorúval díszített Csillagrendje (1991)
- Pro Urbe Budapest díj (1993)
- Magyar Örökség Díj (2015)[3]